# L'Adoration des bergers (Stom)
Pour les articles homonymes, voir L'Adoration des bergers.
L'Adoration des bergers est une huile sur toile de Matthias Stom (1583-1643) qui représente quatre bergers en extase devant l'Enfant Jésus. Elle est conservée au North Carolina Museum of Art, à Raleigh, en Caroline du Nord, aux États-Unis.